# 花色ヘプタグラム
『花色ヘプタグラム』（はないろヘプタグラム）は、2012年10月26日にLump of Sugarから発売された18禁恋愛アドベンチャーゲームである。同ブランドの第9作目にあたる。

## ストーリー
（出典：）
小学生時代に故郷・御色（ごしき）村を離れた浪江久也は、毎晩夢枕に立つ謎の少女をきっかけに、10年ぶりに御色村へ帰ってきた。幼馴染みの玉美の実家である温泉旅館「ごしき」へ引っ越し、七華（しちか）学院へ編入して新生活が始まったが、ある夜温泉でその身に不思議な光をまとう玉美の姿を見てしまう。温泉から授かった特殊能力により、村で起こる不思議現象を解決しているという玉美や真乎先輩の話を聞いた久也は、学院の秘密組織「ヘプタグラム」に加わり、ヒロイン達と共に村の平和を守る活動を始める。

## 登場人物
（出典：）

### 主人公
浪江 久也（なみえ ひさや）
声 - さとう（少年時代のみ）
本作の主人公である、七華学院の2年生。かつて小学生時代は御色村に住んでいたが、その後東京へ移った。しかし毎晩夢枕に御色村の風景と謎の少女が登場し、彼女に何かを求めるように呼びかけられたため、両親と相談して10年ぶりに御色村へ戻ってきた。玉美の家の旅館「ごしき」に下宿し、七華学院へ通う。性格は軽いお調子者で、初対面の人にも気後れせず、楽しそうだと思うことにはすぐ首を突っ込む。幼い頃は悪ガキで「悪童たちのカリスマ」と呼ばれて名を馳せていたため、転入した学院でも多くの学生と顔見知りで、すんなり溶け込んでいる。
玉美の不思議な力を見たのをきっかけに、学院の秘密組織「ヘプタグラム」に加わり、村の平和を守るために日夜活動している。ただし何も特殊能力を持たないため、様々な雑用を押しつけられている。
「ごしき」の温泉で御湯利と一緒に入っている時にアンチアークを開花させる。アンチアークは五色川温泉の成分を含んでいる水を操る能力である。久也はスプラッシュ・マグナムと呼んでいる。明日香ルートでは、御湯利の力が戻っても久也のアンチアークは無くならなかった（明日香のアンチアークは無くなった）。

### ヒロイン
小石川 玉美（こいしかわ たまみ）
声 - 藤森ゆき奈
学院2年。クラス委員を務める優等生。老舗の温泉旅館「ごしき」の看板娘で、久也の幼馴染み。小学生時代に久也の恋人だった時期もあり、今でも密かに恋心を抱いているが、なかなか素直に表に出せず素っ気ない。家では仲居（修行中）として旅館の仕事を手伝っている。ヘプタグラムの活動では、アンチアーク「召喚能力」を用いて様々な神様を呼び出しているが、どんな神様が出てくるかは本人にもわからない。

知花 明日香（ちばな あすか）
声 - 桜小路薫子
学院2年。「Asuka」という芸名で、役者・歌・モデルから創作活動まで行うマルチタレントとして活動している。お忍びで御色村を訪れてごしきに逗留し、村を歩き回って趣味の風景写真を撮りまくっている。実は村へやってきたのは、自分が持っているアンチアーク「五感の増幅・共感の力」の謎を解くためで、久也や真乎の話を聞いて学院へ転入し、ヘプタグラムに加わった。

若邑 いずき（わかむら いずき）
声 - 蔦若葉
学院2年。おっとりした性格で世話好き。自分で「心が無い」と言うものの、素直で感情は豊かで、天使の微笑みを見せる。アンチアークを持たないため、ヘプタグラムでは真乎の補佐など雑用を担当し、普段は学院の裏にある七華の花壇をよく世話している。真乎と一緒に学院に住んでいる。
実は本人曰く、後述する真乎によって村にしか自生していない花である七華を媒体にして生み出された存在らしい。

藤咲 真乎（ふじさき まお）
声 - 雪都さお梨
学院3年。七華学院の学院長。外見は小柄で幼いが学院長として偉ぶっており、「小さい」「チビ」などと言うと杖で叩かれる。性格はオヤジで女好きでドS。淡々とした口調でヒロイン達に度々セクハラ発言をする。ヘプタグラムの部長を務め、強力なアンチアークを持っているが、面倒臭がって問題の対処はほとんど他のメンバーに押しつけている。

### サブキャラクター
円乃 瞳（つぶらの ひとみ）
声 - 卯衣
学院2年。御湯利神社の一人娘で、久也や玉美の幼馴染み。その名の通りつぶらな瞳で、性格もほんわかして優しく、学園内外で人気者。村の様々な場所でバイトしている。健太のことを慕っているらしい。

白澤 健太（しろさわ けんた）
声 - 大石恵三
学院2年で久也とも幼馴染み。自称「学院最凶のツッパリ」で多くの舎弟を抱えているが、実は全て脳内妄想で実際は気弱な性格。
瞳の想いには気づいていない模様。
門田淵 大吾（もんでんぶち だいご）
声 - J一郎
久也達のクラス担任。「ハガネの大吾」と呼ばれるマッチョな体と暑苦しい笑顔で、村中で有名な存在。かつては久也や悪童達を諫めたライバルで、今でも誰も逆らえない。

小石川 秦（こいしかわ しん）
声 - 山本兼平
玉美の父親。旅館「ごしき」の経営者兼板長。寡黙で実直な人柄。久也の父親・洋司（ようじ）とは幼馴染みの親友で、久也にも実の息子のように接している。

小石川 琴音（こいしかわ ことね）
声 - 葉月
玉美の母親で「ごしき」の女将。落ち着いた雰囲気の和風美人だが、怒ると怖く、女将としての厳しさも備えている。玉美は彼女を尊敬している。

五所川原 修治（ごしょがわら しゅうじ）
声 - 中井草みやび
隣村から御色村に始終訪れ、小説のネタを探す作家（と自称しているが、一度も最後まで作品を書き上げたことがないらしい）。村の歴史や民話などに詳しいが、恐がりでオカルト系は苦手。

### カミサマ
御湯利（みゆり）
声 - 志木こよみ
学院1年。久也の前に神出鬼没に現れる、ケモノ耳とシッポを持つ女の子。実は五色川温泉の神様で、その後ヘプタグラムによって正式に召喚された。見た目は幼いが明るくて礼儀正しく、みんなに可愛がられているが、特に久也を「ひさー」と呼んで一番懐いている。自分の耳やシッポを周囲の人に「気にならなくさせる」力を使い、真乎の手配で学院へ編入。学年は1年だが、久也と一緒にいたいため始終2年の教室に来ている。ヘプタグラムには入っていないが、部室にも出入りしてよくメンバーと一緒に過ごしている。

ラビエル
声 - なかせひな
小さくて平べったい猫型の神様。玉美によく召喚されるが、自分から勝手に出てくることもある。実は偉い神様らしいが、言動が変態でドMなため周囲から全く敬われず、よく「雑巾」と呼ばれている。

### 霊
有馬 墨斎（ありま ぼくさい）
御色村生まれの風景画家。故人。霊となって村の外れにあるコロビヤマに存在していた。

## 世界観・用語
（出典：）
御色（ごしき）村
本作品の舞台。東京から新幹線で4時間、さらにローカル線で1時間の距離。その昔修験者が湯に浸かって能力を開花させたと伝えられる五色川（ごしきがわ）温泉郷を抱え、村中に硫黄の香りが漂う。20軒ほどの温泉宿があり、玉美の家「ごしき」は村で最古の老舗。実は神々が好んで集う地で、彼らの力により様々な異変が起きている。
七華（しちか）学院
久也達が通う学院。1学年当たり20人程度の小規模校。ごしきの別湯の公衆浴場だった建物を改築した木造校舎で、ごしきとは渡り廊下でつながっている。校舎内に浴場があり、学生は自由に利用できる。校名の由来はこの地方にしか咲かない7枚の花弁を持つ花「七華」で、校舎の裏には七華の花壇がある。
ヘプタグラム
ヘプタグラムは表向きは七華学院放送部のことで、学院長室の奥にある部室から校内番組「セブン・ガーデン・ナイツ」を昼休みに放送している。が、実態は御色村で起こる様々な異変（アーク現象）を解決する秘密組織。創設者は真乎で、当初のメンバーは真乎・玉美・いずきの3人だったが、後に久也と明日香も加わった。真乎・玉美・明日香の3人は特殊能力（アンチアーク）を発揮して問題解決に当たっている。メンバーは証として真乎から正七芒星（ヘプタグラム）が描かれたペンダントを授けられる。
アーク現象
御色村に集まる神々が原因で起こる異変現象。通常は心霊現象として片付けられるが、大きな事件につながる可能性があるため、ヘプタグラムのメンバーが特殊能力「アンチアーク」を使って解決している。
アンチアーク
五色川温泉に長期間入浴すると発現する特殊能力。各個人の素質により能力の種類が異なる。使用すると力を消耗してしまうが、温泉に入ると回復する。

## 制作
多くのユーザーから届いた「セロリ（シナリオ）と萌木原ふみたけ（原画）のコンビ作を見てみたい」という声がきっかけで企画が立案され、具体的に形になってきたのは『学☆王 -THE ROYAL SEVEN STARS-』を開発中の頃という。
本作品では萌え要素として「学園」「温泉」「不思議」を取り入れた。プロデューサーのかわうそPからセロリに対して「とことん萌えを追求して」とオーダーがあり、セロリ自身もユーザーの要望に応えたかったため、こうした世界観になった。作品のコンセプトは「牧歌ファンタジー」で、神様達が引き起こす問題を解決する際も、「花色」のタイトルに合う穏やかなものにしている。
作品舞台の御色村は実在する温泉街をモデルにしており、萌木原・セロリ・背景担当などが取材を行っている（モデルとなった場所は公開されていないが「東北地方のどこか」）。

## スタッフ
- キャラクターデザイン・原画 - 萌木原ふみたけ
- シナリオ - セロリ、てつじん
- 音楽 - 大川茂伸
- 背景線画 - 塩澤良憲
- ディレクター - セロリ
- サブディレクター - 若津一海
- プロデューサー - かわうそP

## 主題歌
オープニングテーマ「恋色の花咲く頃」
歌 - 中恵光城 / 作詞 - 澄田まお / 作曲・編曲 - 増谷賢
エンディングテーマ「故郷」
歌 - Kicco / 作詞 - 中山♥マミ（Angel Note） / 作曲・編曲 - 佐々倉マコト（Angel Note）
※初回限定版特典『御色村便り うたとおはなしのスペシャルCD』に、両曲のフルバージョンとインストゥルメンタルを収録。

## 関連商品

### 書籍
花色ヘプタグラム ビジュアルファンブック
2013年3月8日発売 / 発行：エンターブレイン / ISBN 978-4-04-728827-0
ビジュアルや設定資料、スタッフインタビュー、書き下ろしショートストーリー『あの日の、あの時の……』などを収録。